# Konstantinopels fall
Konstantinopels fall är den händelse år 1453, då det bysantinska rikets huvudstad Konstantinopel belägrades och erövrades av Osmanska riket under ledning av sultan Mehmet II. Staden Konstantinopel försvarades av kejsaren Konstantin XI Palaiologos men föll tisdagen den 29 maj 1453. Än idag betraktar många greker tisdagen som veckans otursdag.
Konstantinopels fall utgör en viktig historisk händelse som bland annat innebar det bysantinska rikets slutgiltiga fall, den siste romerske kejsaren Konstantin XI Palaiologos' död (Mehmet utnämnde sig dock efter segern till arvtagare av det romerska riket och gav sig titeln Caesar samt "de kristnas försvarare"), och en stor strategisk framgång för Osmanska riket, vars hegemoni i östra Medelhavet och på Balkan förblev ohotad under många hundra år.
Konstantinopels fall brukar ofta få markera medeltidens slut och början för renässansen och tidigmodern tid, eftersom det var då som den gamla religiösa ordningen upphörde i Europa.

## Bakgrund
Under de omkring tusen år som det bysantinska riket existerade hade Konstantinopel belägrats åtskilliga gånger men bara intagits vid ett enda tillfälle - då det fjärde korståget ockuperade staden 1204 under Konstantinopels första fall. 
Det var dock aldrig korsfararnas avsikt att erövra riket, och bysantinarna kunde återta staden 1261. Under de följande två seklerna förlorade det försvagade riket bit för bit av sina positioner till sin nya fiende i öst, det osmanska riket. 1453 bestod det en gång så mäktiga riket bara av staden Konstantinopel och ett område på Peloponnesos kring fästningen i Mystras. Kejsardömet Trapezunt, ett oberoende, kristet rike som uppstått i efterdyningarna efter fjärde korståget, höll fortfarande stånd vid Svarta havet.

## Upptrappningen
Beyazit I hade tidigare låtit bygga en fästning på den asiatiska sidan av Bosporen, kallad Anadolu Hisarı, och Mehmet lät nu uppföra en ny befästning utanför Konstantinopels murar på den europeiska sidan vilket ökade den turkiska kontrollen över sundet. En av det nya fortets viktigaste uppgifter var att förhindra att hjälp från genuanska kolonier längs Svarta havets kuster nådde staden. Befästningen kallades Rumeli Hisarı (det osmanska rikets europeiska del kallades Rumeli och dess asiatiska Anadolu) eller Boğazkesen, vilket på turkiska både kan betyda "som blockerar sundet" och "halsuppskäraren". Konstantin försökte under tiden köpa sig fri från Mehmet med hjälp av gåvor. Då Konstantin lät stänga de små moskéerna i Konstantinopel och öka trycket på de grekiska muslimerna att återgå till kristendomen hade Mehmet alla förevändningar han behövde för att förklara krig.
Konstantin vände sig då till de kristna i väst och bad om hjälp. Påven Nicolaus V var dock ovillig att bistå Bysans. Ända sedan den stora schismen 1054 då kristendomen delats upp i den katolska och ortodoxa kyrkan hade Rom eftersträvat att återintegrera  öst i sitt samfund. Man använde nu den uppkomna situationen för att försöka tvinga bysantinarna till sig. Tidigare försök att åstadkomma detta efter koncilierna i Basel och Florens hade misslyckats med att övertyga den ortodoxa befolkningen. Trots Nicolaus beslut att inte stödja Konstantinopel sände stadsstater i norra Italien visst understöd.
Den bysantinska armén bestod vid denna tid av 6 000 till 10 000 man varav 2 000 till 3 000 italienska legosoldater. Stadens murar var drygt 20 kilometer långa, förmodligen den starkaste befästningen som existerade vid denna tid. Den osmanska styrkan uppgick till omkring 50 000 man varav 12 000 var janitsjarer. Mehmet II hade byggt upp en flotta på 100 fartyg för att även kunna belägra staden från sjösidan.
Turkarna anlitade den ungerske kanoningenjören Urban som lät bygga en gigantisk kanon som var drygt 8 meter lång och hade en diameter på 75 centimeter. Den kunde skjuta 544 kg tunga stenkulor mer än en kilometer. Urbans superkanon, kallad "Basilic", hade dock flera nackdelar: Det var svårt att träffa ens något så stort som Konstantinopel med kanonen och det tog tre timmar att ladda den. Över 70 oxar behövdes för att transportera den enorma kanonen, och det kunde ta mer än en dag att frakta den knappt en mil. Den havererade efter sex veckors bombardemang. Även bysantinarna hade kanoner, men de var betydligt mindre och rekylen från kanonerna tenderade dessutom att förstöra stadens murar.

## Belägringen

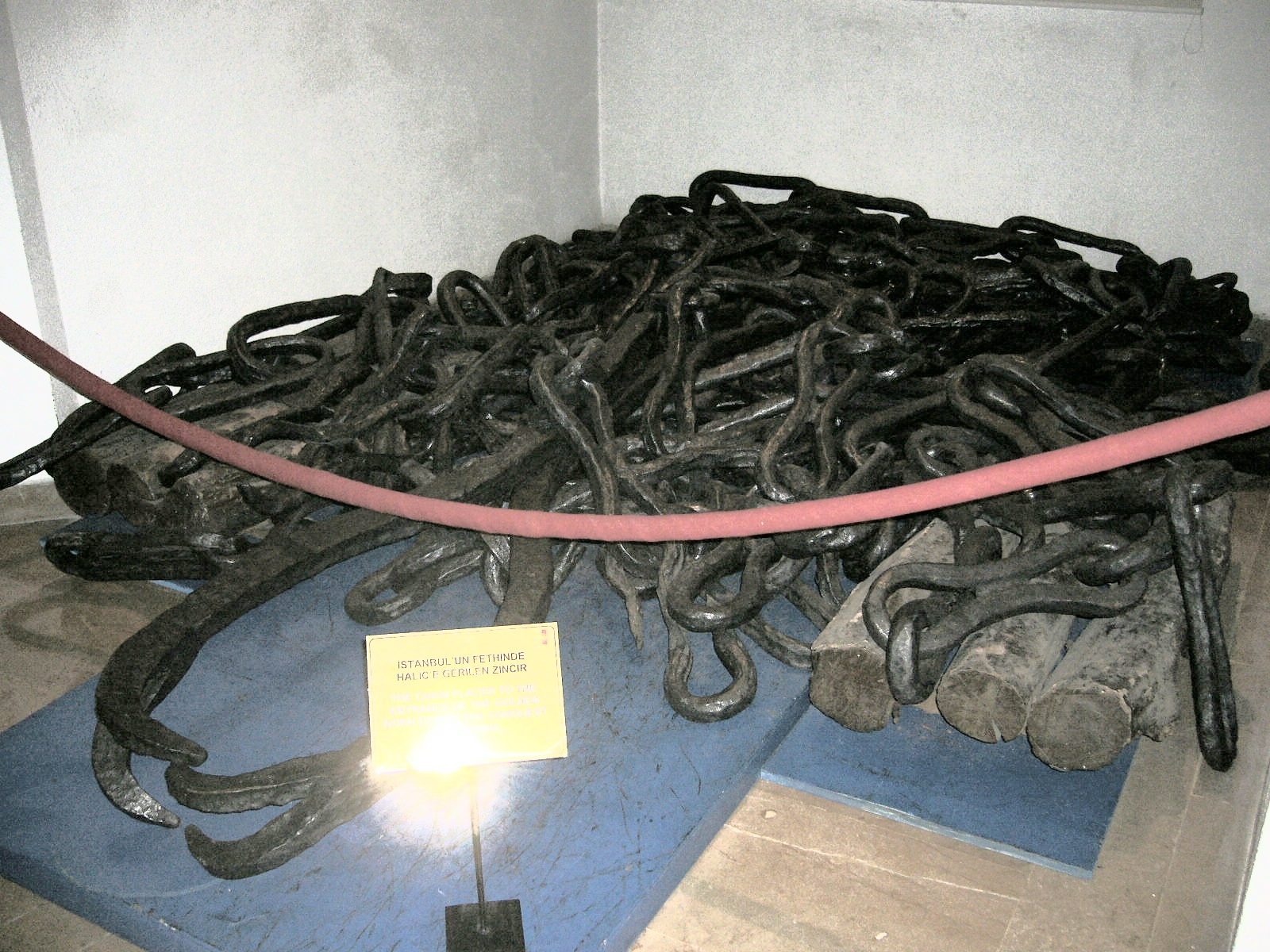
Kedjan som det bysantinska riket använde 1453 för att stänga ingången till Gyllene Hornet för Mehmet II:s flotta. Kan nu ses på Istanbul Military Museum.

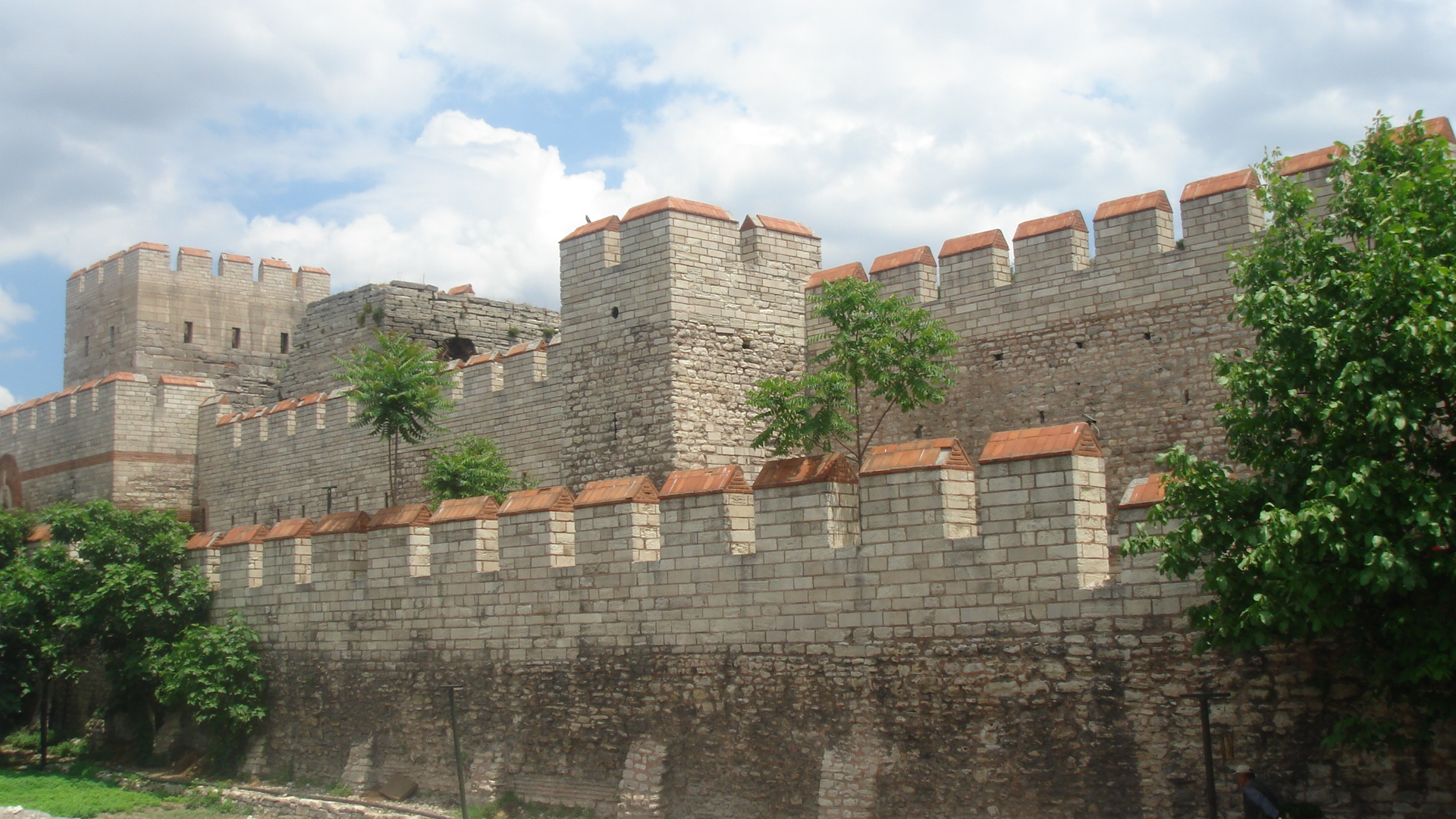
Restaurerad sektion av Konstantinopels murar.

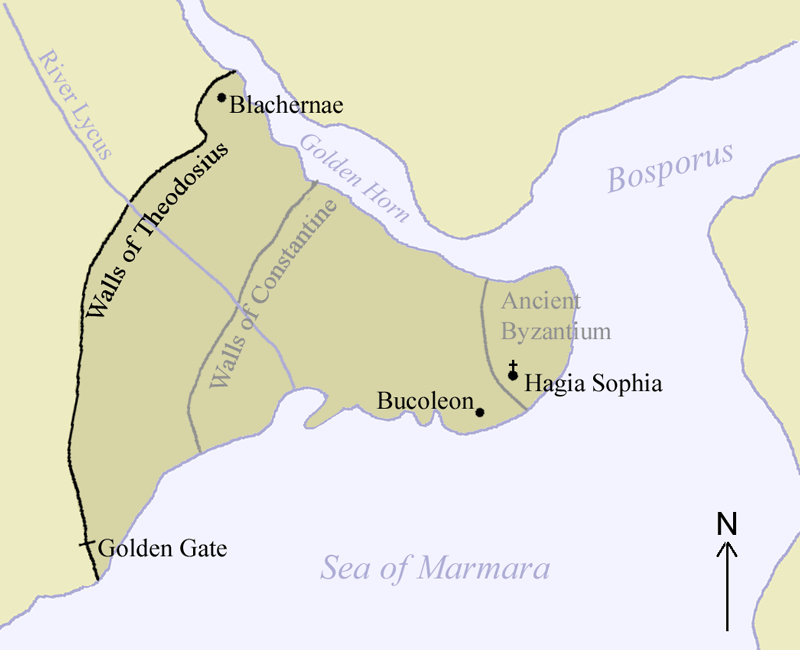
Översiktsbild över staden.

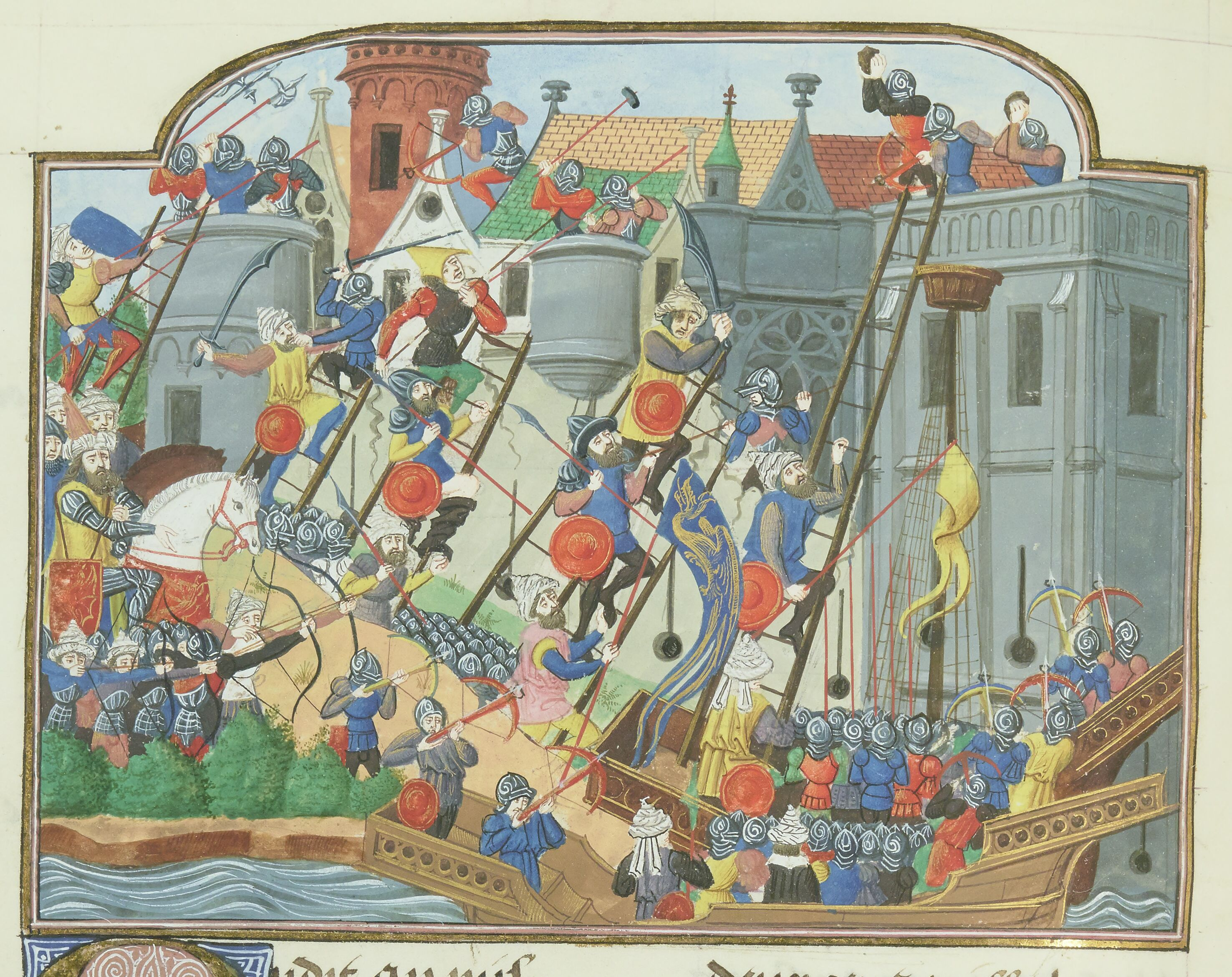
Målning av Jean Chartier från 1400-talet.

Mehmet planerade att anfalla Konstantinopels murar, den serie av murar och diken som försvarade staden i väst, den enda delen av staden som inte vette mot vattnet. Hans armé slog läger utanför staden påskdagen 2 april 1453. Under flera veckor besköt Sultan Mehmets enorma kanon stadens murar utan att lyckas tränga igenom dem. Det tog så lång tid att ladda kanonen att stadens invånare hann bygga upp det mesta som förstörts mellan skotten. Samtidigt kunde inte Mehmets flotta ta sig in i Gyllene hornet på grund av den stora kedjan som bysantinarna hade lagt över infarten. Mehmet lyckades ta sig förbi hindret genom att låta bygga en väg av insmorda stockar över Galata norr om viken på vilken skeppen drogs. Detta hindrade visserligen tillflödet av proviant och underhåll från genuesiska fartyg och demoraliserade försvararna, men det hjälpte inte mot Konstantinopels murar.
Turkarna övervägde då att bryta sig igenom murarna genom att gräva tunnlar under murarna för att minera dem. Bysantinarna anlitade dock ingenjören Grant (som sades vara tysk men förmodligen kom från Skottland). Han lät bygga nya tunnlar genom vilka bysantinska trupper kunde ta sig in i de turkiska och döda de turkiska arbetarna. Andra turkiska tunnlar vattenfylldes och till sist lyckades bysantinarna tillfångata och tortera en av de turkiska ingenjörerna som avslöjade de turkiska minornas läge, vilka sedan kunde förstöras.
Mehmet erbjöd då att häva belägringen mot en astronomisk tribut som han visste att staden inte kunde prestera. När erbjudandet avslagits inledde Mehmet sina planer på att besegra murarna genom ren styrka, tryggt förvissad om att försvararna skulle kollapsa innan hans kraft tagit slut.

## Anfallet
Natten den 22 maj var det månförmörkelse, vilket måste ha uppfattats som ett dåligt omen av stadens försvarare. Morgonen tisdagen den 29 maj inleddes attacken. Den första anfallsvågen, som bestod av başıbozuk-trupper, var dåligt utrustade, och attacken syftade bara till att döda så många försvarare som möjligt.
Det andra anfallet, som till stor del bestod av turkar, sattes in mot ett avsnitt av Blachernai-muren i stadens nordvästra del, som hade skadats av kanonen den 29 maj. Det var under detta anfall som den turkiska legenden Ulubatlı Hasan stormade muren och krossade de bysantinska trupperna. Den del av muren hade byggts 1000-talet och var betydligt svagare, och år 1204 hade korsfararna lyckats bryta sig igenom muren just där. Det osmanska anfallet lyckades också den bryta genom murarna, men bara för att lika snabbt slängas ut igen. 
Ett tredje anfall av janitsjarerna, sultanens elittrupper, slogs även det tillbaka; men då Giovanni Giustiniani, den genuanske generalen som ansvarade för försvaret, skadades i attacken, utbröt panik bland grekerna.
När Guistianis genuesiska hjälptrupper retirerade in i staden mot hamnen, lämnades kejsar Konstantin och hans personliga styrkor att ensamma försvara staden och hålla tillbaka janitsjarerna under befäl av Ulubatlı Hasan. Konstantins trupper kunde i längden inte hålla tillbaka turkarna: försvaret övermannades och bröts igenom på flera punkter längs muren, och janitsjarerna under Hasan kunde fortsätta in i själva staden. Vid denna tidpunkt skingrades försvaret. De grekiska soldaterna övergav sina poster och sprang in i staden för att skydda sina egna familjer, de venetianska soldaterna retirerade till sina skepp i hamnen för att evakueras, medan de genuesiska soldaterna flydde till Galata; övriga soldater ur försvaret begick självmord genom att kasta sig från stadsmurarna.  
Vissa historiker menar att Kerkoporta-porten i det aktuella avsnittet av muren hade lämnats olåst och att osmanerna snart upptäckte misstaget. Enligt denna teori var det inte frågan om turkiska mutor: porten ska istället ha varit dold och kanske till och med blockerad av rasmassor som kanonen orsakat.
Kejsar Konstantin själv ledde det sista försvaret. Han dog i striderna som följde inne på stadens gator. Han uppges ha dragit av sig sin kejserliga regalia och lett ett sista försvar mot de inströmmande turkarna för att försvara de närmaste bostadshusen nära murarna, där han dödades tillsammans med sina soldater i det efterföljande slaget på stadens gator. Hans öde är dock inte bekräftat. Venetianaren Nicolò Barbaro påstod till exempel att Konstantin hängde sig så fort turkarna bröt genom San Romano-porten. 

## Skövling
Den osmanska armén spred ut sig längs de större genomfarterna i staden, förbi de stora forumen och de heliga apostlarnas kyrka, som Mehmed II 
hade utsett till bas för den patriark han hade utsett till överhuvud för sina blivande kristna undersåtar. Mehmed II sände ut trupper för att skydda dess nyckelbyggnader. De katalanska styrkorna som placerats ut av kejsaren längs denna del var de sista bysantinska trupper som dog. Sultanen lät avrätta Pere Julià, hans söner och konsul Joan de la Via genom halshuggning. 
En del civila lyckades undkomma. När venetianarna retirerade mot sina skepp, hade osmanerna redan tagit murarna vid Gyllene hornet. Osmanerna var dock mer intresserad av att attackera och plundra själva staden än att aktivt överta och bevaka Gyllene hornet och hamnen. Den venetianska kaptenen gav då order till sina män att bryta upp Gyllene hornets hamn. De venetianska skeppen lyckades därför segla genom hamnen och framgångsrikt fly från staden, följda av några genuesiska skepp och till och med kejserliga bysantinska skepp, fyllda av både soldater och civila flyktingar. Osmanerna tog kontroll över hamnen kort efter att de flyende skeppen hade lämnat dem; vid middagstiden samma dag. 
Sultan Mehmed II gav sina segrande soldater tillstånd till tre dagars fri plundring av staden. Detta var det vanliga under denna tid när en stad hade tagits med våld snarare än kapitulerat frivilligt. Han försökte förhindra en fullständig ödeläggelse av staden, eftersom han hade utsett Konstantinopel till sin blivande huvudstad. 
Osmanerna ska ha plundrat bostadshus, våldtagit kvinnor och barn och spetsat dem på pålar, förstört kyrkor, slitit ikoner från deras infattning och böcker från deras bindning. Det kejserliga Blachernaipalatset självt plundrades så svårt att det förstördes och endast väggarna återstod efter attacken. Konstantinopels berömda ikon Hodegetria höggs i fyra delar och förstördes. Stadens innevånare mördades och våldtogs. Samtida innevånare beskrev våldtäkter på tusentals kvinnor, nunnor, unga män och barn av båda könen, som sedan togs som fångar och såldes som slavar. 
En samtida källa uppger: "Det var klagorop och gråtande i varje hus, skrik i skiljevägarna, och sorg i alla kyrkor; jämmer från vuxna män och skrik från kvinnor åtföljde plundring, förslavande, separation och våldtäkt". 
Niccolò Barbaro uppgav att så fort turkarna kom in i staden började de "angripa och förslava varje person de stötte på, och alla som gjorde motstånd mötte svärdet. På många ställe kunde marken inte ses, eftersom det täcktes med högar av kroppar".
Gamla människor, sjuka och sårade dödades i de kyrkor de gömde sig, medan unga människor tillfångatogs och fördes iväg som fångar för att säljas som slavar. Islamisk lag godkände att muslimer tog icke-muslimer som slavar under krig. Tusentals av stadens innevånare tillfångatogs och fördes som krigsfångar ut till de osmanska soldaternas läger utanför staden, där de fördelades som krigsbyten och såldes som slavar på slavmarknaden i den muslimska världen. En samtida källa uppger: 
"Och samtidigt steg alla ur flottan på Dardanellernas sida ur och lämnade sina skepp utan någon inuti, för de rusade alla ursinnigt som hundar in mot staden för att finna guld, juveler och andra skatter, och för att ta köpmän tillfånga. De sökte upp kloster, och alla nunnorna leddes ut på gatan och våldtogs och misshandlades av turkarna, och såldes sedan på auktion som slavar i Turkiet, och alla de unga kvinnorna blev också våldtagna och sedan sålda för vilket pris de än kunde ge, fast några av dem föredrog att kasta sig ned brunnarna och dränka sig hellre än att falla i turkarnas händer, något även en del gifta kvinnor gjorde. Turkarna lastade sina båtar med fångar och en enorm last med krigsbyte." 
Den osmanska ämbetsmannen Tursun Beg skrev: "Efter att helt överväldigat staden, började soldaterna plundra staden. De förslavade pojkar och flickor och tog silver och guld, värdefulla stenar och alla sorters värdefulla föremål och tyger från det kejserliga palatset och de rikas hus... varje tält var fyllt av stiliga pojkar och vackra flickor". 
Det uppges att  (i engelsk översättning): "Many of the lovelier maidens... were almost torn to death as their captors quarreled over them. Soon a long procession of ill-assorted little groups of... women bound tightly together was being dragged to the soldiers' bivouacs, there to be fought over once again."
George Sphrantzes uppger att människor av båda könen våldtogs inne i Hagia Sofia. 
"Av alla upprörande händelser stod vanhelgandet av Hagia Sofia ut. I den stora kyrkan hade ett stort antal människor samlats, som bad förtvivlat. De berömda bronsportarna hade stängts, och alla väntade på erövrarna fulla av ängslan. Plötsliga våldsamma slag skakade och bröt ned portarna och en flod av brutala busar täckta av blod strömmade in i den heliga platsen. För att bereda plats började de använda sina pikar och scimitar litegrann; men de befann sig i ett tillstånd av habegär och inte sadism. Här, sade de till sig själva, väntar oss rikedom. På ett ögonblick hade alla som var unga, vackra och hälsosamma blivit avklädda nakna, vanhelgats och bortförts. Högvälborna kvinnor, unga och milda flickor av ädel familj, nu nakna under sitt långa hår, hamnade på detta sätt i slaveri. Deras härskare band dem med vad som än fanns till hands: band, bälten, näsdukar, stolor, tältrep, kamel- och hästselor. Med slag och sparkar fördes de ut till långa kolonner, för att ledas vidare till ett skamfullt öde och till alla platser i dem muslimska världen."
Händelserna i Hagia Sofia bekräftas av en annan källa (i engelsk översättning):
"I själva den stora kyrkan slogs turkarna med varandra om ägoskapet över det vackraste kvinnorna. Damer som vuxit upp i lyx bland resterna av den bysantinska adeln, nunnor som levt avstängda från världen, blev offer för sina tillfångatagares våld. Deras kläder slets från dem av män som inte ville uppge sitt pris till andra. Herrar och härskarinnor kedjades vid sina tjänare; kyrkans dignitärer vid de lägsta arbetarna. Tillfångatagarna drev flockarna av sina fångar framför sig för att förvara dem under en kamrats överinseende och återvände sedan så snabbt som möjligt för att hämta en ny last".
"Plundrarna, hämnarna sända av Gud, arbetade med våld och snabbhet, och på en timma hade alla bundits upp... kvinnorna med sina huvuddukar. Sedan kunde långa kolonner av fångar ses lämna kyrkorna och dess altare, vallas vidare som flockar av får, gråtande och klagande, utan någon som visade dem medlidande."
Mehmed II trädde in i Hagia Sofia och häpnade vid åsynen av den praktfulla monumentalbyggnaden. När han såg en osmansk soldat hamra på marmorgolvet frågade han denna vad han gjorde, och fick svaret: "För trons skull!" Sultanen högg då personligen ned soldaten och sade: "Var tillfredsställd med krigsbytet och fångarna; stadens byggnader tillhör mig!"
Under segerfesten uppges sultan Mehmed II, uppfyllande ett löfte till sina visirer och officerare, tvinga stadens innevånare att paradera framför honom, och ge order om att hugga ned en del av dem som underhållning. Han uppges även ha benådat en rad medlemmar av den före detta bysantinska adeln, däribland den döde kejsarens förstaminister, storhertig Loukas Notaras och nio ministrar; han noteras dock ha behållit vackra flickor och pojkar.
Den bysantinska historikern Doukas uppger att Mehmed II begärde att Loukas Notaras skulle ge honom sin yngsta son Jacob Notaras till sexslav. Loukas Notaras ska ha svarat "det vore mycket bättre för mig att dö än att lämna över mitt barn att besudlas av er". Mehmet II gav då order om att Loukas Notaras skulle avrättas. Notaras sade då till sina söner att avvisa sultanens närmanden utan att vara rädda för konsekvenserna, och hans söner ska alla ha lytt hans uppmaning och dödats. Denna återgivning är dock inte bekräftad.  
Majoriteten av befolkningen i Konstantinopel, mellan 30.000 och 50.000 personer, tvingades bli slavar. David Nicolle beräknar att 4000 greker dog, och Venedigs senat uppgav att 50 venetianska adelsmän och 500 venetianska civila avled under belägringen. 
Osmanska krönikor bekräftar: "De gjorde människorna i staden till slavar, och dödade deras kejsare, och soldaterna omfamnade deras vackra flickor". 
Nicolas de Nicolay uppger att slavar visades upp nakna i stadens slavmarknad, där unga flickor kunde köpas.

## Efterverkningar
När de tre dagarna som utmätts för skövling gick ut den 2 juni 1453 gav Mehmet II order om att skövlingen skulle upphöra. Halva staden var då avfolkad och låg i ruiner. Vid åsynen av de vandaliserade kyrkorna, obeboeliga bostäderna och tömda affärslokalerna ska Mehmed II ha gråtit och sagt: "En sådan stad vi har övergett till plundring och förstörelse!" 
Mehmet II gav order om att de av stadens innevånare som fram till dess hade lyckats gömma sig och hålla sig undan, nu var fria att komma fram utan att ofredas, och kunde återvända till sina hem och förbli fria utan att behöva frukta ytterligare övergrepp. 
George Sphrantzes uppgav: 
"Den tredje dagen efter vår stads fall, firade sultanen med en stor glädjefull triumf. Han utfärdade en proklamation: de medborgare av alla åldrar som hade lyckats undkomma skulle lämna sina gömställen i staden och komma ut i det fria, eftersom de nu skulle förbli fria och inga frågor skulle ställas. Han förklarade också återlämnandet av hus och egendom till de som hade lämnat staden före dess belägring. Om de återvände hem, skulle de behandlas enligt sin rang och religion, som om inget förändrats."
Mehmet betraktade sig själv som den nye romerske kejsaren men blev kallad "Erövraren". Han gjorde Konstantinopel till det osmanska rikets nya huvudstad. Mehmet II välte och trampade på altaret i Hagia Sophia, gav order till en muezzin att utropa den muslimska bönen från byggnaden och konverterade den därmed till en moské.  Hagia Sofia omvandlades till en moské men den grekisk-ortodoxa kyrkan lämnades åt sig och Georgios Scholarios utsågs till patriark av Konstantinopel.
Många greker flydde staden. De som stannade fick slå sig ned i stadsdelarna Fanar och Galata. Dessa så kallade fanarioter kunde tjänstgöra som sultanens rådgivare och sågs som förrädare av många greker.
Den moreanska (peloponnesiska) fästningen i Mystras, där Konstantins bröder Thomas Palaiologos och Demetrios Palaiologos regerade, höll ut ända till 1460. Bröderna låg i ständig konflikt med varandra och var hela tiden medvetna om att Mehmet II skulle anfalla förr eller senare. Långt innan Konstantinopel föll hade de båda bröderna slagits om tronen med Konstantin och de andra två bröderna Johannes och Theodor. Då osmanerna invaderade Morea 1460 flydde Tomas och fick i Rom visst understöd av påven i egenskap av bysantinsk kejsare i exil fram till 1503. Demetrios hade förväntat sig att få regera en marionettstat under Mehmet men fick istället tillbringa resten av sitt liv i fängelse. Det autonoma bysantinska riket Trebizond föll för Mehmet 1461.